# Alive in Poland
Alive in Poland è il secondo album live dei Blaze ed è stato pubblicato nel 2007.

## Il disco
Oltre alle canzoni originali della band, contiene anche alcune cover degli Iron Maiden e dei Wolfsbane, nei quali il cantante Blaze Bayley militò per diverso tempo.

## Tracce
1. Intro
2. Speed of Light
3. The Brave
4. Futureal
5. Alive
6. Tough as Steel
7. Man on the Edge
8. Virus
9. Ten Seconds
10. Two Worlds Collide
11. Look for the Truth
12. Kill and Destroy
13. Silicon Messiah
14. Tenth Dimension
15. Sign of the Cross
16. Born As A Stranger

## Formazione
- Blaze Bayley – voce
- Rich Newport – chitarra
- Nick Bermudez – chitarra
- David Bermudez – basso
- Rico Banderra – batteria